# Frank Sherwood Rowland
Franklin Sherwood Rowland (Delaware, Ohio, 1937 - Newport Beach 2012) és un químic i professor universitari estatunidenc guardonat amb el Premi Nobel de Química l'any 1995.

## Biografia
Va néixer el 28 de juny de 1927 a la ciutat de Delaware, situada a l'estat nord-americà d'Ohio. Va estudiar química a l'Ohio Wesleyan University, on es graduà el 1948, i posteriorment amplià els seus estudis a la Universitat de Chicago, on es doctorà el 1952. Cursà estudis de post-doctorat a la Universitat de Princeton i a la Universitat de Kansas, i el 1964 fou nomenat professor de química a la Universitat de Califòrnia a Irvine.
Va morir a Corona del Mar, Califòrnia el 10 de març de 2012.

## Recerca científica
Al costat de Mario J. Molina, a qui conegué a la Universitat d'Irvine, va realitzar un article per a la revista Nature on es formulava per primera vegada l'amenaça dels CFC o clorofluorocarbons en la destrucció de la capa d'ozó situada a l'atmosfera i els efectes d'aquests sobre el medi ambient i el canvi climàtic de la Terra.
L'any 1995 fou guardonat amb el Premi Nobel de Química, juntament amb Mario J. Molina i el químic neerlandès Paul J. Crutzen, pels seus treballs conjunts sobre la química de l'atmosfera, especialment sobre la formació i descomposició de l'ozó.